# Kalkalpen
De Kalkalpen worden gevormd door twee ongeveer 600 kilometer lange gebergten, die zowel aan noordelijke (Noordelijke Kalkalpen) als de zuidelijke zijde (Zuidelijke Kalkalpen) van de Centrale Alpen gelegen zijn. Gebergten die tot de Kalkalpen behoren zijn bijvoorbeeld het Rätikon, het Wettersteingebergte, de Steinberge, de Rax, de Schneeberg en de Hochschwab.
De Kalkalpen zijn opgebouwd uit lichtgekleurd en poreus gesteente. Naast kalksteen komen bijvoorbeeld ook dolomiet, mergel en zandsteen voor. De Centrale Alpen bestaan daarentegen voor het overgrote deel uit kristallijne gesteenten, zoals graniet, gneis en leisteen. In de Kalkalpen heeft erosie overal geleid tot karakteristieke landschappen (karst).
Een deel van de Kalkalpen in Oostenrijk is uitgeroepen tot Nationaal Park Kalkalpen.